# Nowaja Rudnia (przystanek kolejowy)
Nowaja Rudnia (biał. Новая Рудня, ros. Новая Рудня) – przystanek kolejowy w miejscowości Nowaja Rudnia, w rejonie jelskim, w obwodzie homelskim, na Białorusi. Leży na linii Żłobin - Mozyrz - Korosteń.